# Estero Carén
Estero Carén är ett vattendrag i Chile.   Det ligger i regionen Región Metropolitana de Santiago, i den södra delen av landet, 80 km sydväst om huvudstaden Santiago de Chile.
Trakten runt Estero Carén består i huvudsak av gräsmarker. Runt Estero Carén är det ganska tätbefolkat, med 75 invånare per kvadratkilometer.